# Sleepy Cove Gull Island
Sleepy Cove Gull Island är en ö i Kanada.   Den ligger i provinsen Newfoundland och Labrador, i den östra delen av landet, 1 600 km öster om huvudstaden Ottawa.
Runt Sleepy Cove Gull Island är det ganska tätbefolkat, med 72 invånare per kvadratkilometer.